# Radio (песня Rammstein)
«Radio» — двадцать седьмой сингл немецкой индастриал-метал группы Rammstein. Песня была выпущена в качестве второго сингла с седьмого студийного альбома.

## Музыкальное видео
24 апреля 2019 года на официальном канале группы на YouTube и аккаунте в Facebook были выложены проморолики с отрывками из видеоклипа. В конце видео появлялась надпись — «Radio» и дата 26 апреля 2019 года. На некоторых радиостанциях премьера песни состоялась на день раньше — 26 апреля, одновременно с показом клипа на стене одного из домов в Берлине, однако он был показан без звука. Полноценный клип был выпущен 26 апреля 2019 года. Режиссёром выступил ранее уже работавший с группой Йорн Хайтманн. Видеоряд, в том числе и проморолики, содержат множество отсылок. Так, например, в одном из промороликов, несколько участников группы стоят в ряд, перед четырьмя синтезаторами — это отсылка к музыкальному коллективу Kraftwerk и их альбому Radio-Aktivität 1975 года. В самом видеоклипе Тилль Линдеманн предстаёт в образе Клауса Номи.
Музыкальное видео выдержано в чёрно-белых тонах и стилистике 50-60-х годов. В нём нам представляют Германию в послевоенное время, когда она была разделена на два государства — ФРГ и ГДР. В то время в клипе показаны попытки цензурирования СМИ, в том числе и радио. Группа исполняет песню, в то же время транслируя её по радио. В это время нам показывают множество женщин, которые слушают радио и не хотят с ним расставаться — нянчат, целуют и делают из него целый культ, с которым власть пытается бороться. Женщины протестуют с плакатами с громкими лозунгами: «Ультракороткие волны для всех», «Моё радио принадлежит мне». Далее они громят магазины и вступают в конфликт с полицией за радио — символ плюрализма мнений. Одна из них отрезает мужчине ухо (отсылка к похожей сцене в фильме «Бешеные псы») и начинает в него напевать слова песни. В следующих кадрах нам демонстрируют, как полиция собирается разогнать группу, но у них ничего не получается, и они сами начинают танцевать. Попытка разогнать музыкантов отображает борьбу со свободой самовыражения, свободой мысли. В конце клипа группа покидает «Мессе Берлин». Их окружают флаги Евросоюза, окрашенные в непривычно красный цвет.
Также в клипе содержатся кадры, которые являются обращением к многочисленным фанатам, которые стараются быть ближе к своим кумирам, восхваляют их и превращают их в объект почитания. Но участники группы для них недосягаемы, а благодаря радио они могут быть ближе к своим кумирам. В конце клипа, когда группа выходит из здания, в котором она исполняла песню, к ним подбегает девушка, которая пытается пообщаться с коллективом, но у неё ничего не выходит, так как группа — всего лишь голограмма. Это ещё раз показывает недосягаемость группы для обычных фанатов.

## Живое исполнение
Песня была впервые исполнена на закрытом концерте в Гельзенкирхене 23 мая 2019. Исполняется в течение всего Stadium Tour. 
Во время проигрыша, двое гитаристов встают за синтезаторы, стоящие по бокам от солиста и воспроизводят семплы со словом «радио». При этом их голоса искажены и напоминают голос робота, что является отсылкой на группу Kraftwerk, играющей в жанре электронная музыка.

## Список композиций
1. "Radio" – 4:37
2. "Radio" (Remix by twocolors) – 5:00[4]

## Издания[5]
1. «Radio» — 4:37
2. «Radio» (Remix by twocolors) — 5:00

## Чарты
| Чарт (2019)                                  | Высшая позиция |
| -------------------------------------------- | -------------- |
| Австрия (Ö3 Austria Top 40)                  | 13             |
| Бельгия/Фландрия (Ultratip Bubbling Under)   | 17             |
| СНГ (TopHit)                                 | 4              |
| Чехия (Singles Digitál Top 100)              | 36             |
| Германия (GfK)                               | 4              |
| Венгрия (Single Top 40)                      | 4              |
| Шотландия (OCC Scotland)                     | 47             |
| Словакия (Singles Digitál Top 100)           | 35             |
| Sweden (Sverigetopplistan)                   | 100            |
| Швейцария (Schweizer Hitparade)              | 17             |
| Великобритания (OCC UK Rock & Metal)         | 9              |
| США (Billboard Hot Rock & Alternative Songs) | 27             |

## История выхода
| Страна | Дата           | Формат      | Лейбл     |
| ------ | -------------- | ----------- | --------- |
| Мир    | 26 апреля 2019 | ЦД стриминг | Universal |